# Balonmano playa en los Juegos Suramericanos de Playa de 2014
El balonmano playa en los Juegos Suramericanos de Playa de Vargas 2014 estuvo compuesto con dos torneos: masculino y femenino que se disputó en el Coliseo Hugo Chávez en el municipio de  Vargas entre el 15 de mayo y 17 de mayo de 2014.

## Medallero
| Núm.  | País      | Oro | Plata | Bronce | Total |
| ----- | --------- | --- | ----- | ------ | ----- |
| 1     | Venezuela | 2   | 0     | 0      | 2     |
| 2     | Argentina | 0   | 1     | 1      | 2     |
| 3     | Uruguay   | 0   | 1     | 0      | 1     |
| 4     | Paraguay  | 0   | 0     | 1      | 1     |
| Total | Total     | 2   | 2     | 2      | 6     |

## Eventos masculinos

### Equipos participantes
| Equipos participantes | Equipos participantes | Equipos participantes | Equipos participantes |
| --------------------- | --------------------- | --------------------- | --------------------- |
| Argentina             | Ecuador               | Uruguay               | Venezuela             |

### Medallero
| Evento                 | Oro       | Plata   | Bronce    |
| ---------------------- | --------- | ------- | --------- |
| Masculino (17 de mayo) | Venezuela | Uruguay | Argentina |

## Evento femenino

### Equipos participantes
| Equipos participantes | Equipos participantes | Equipos participantes | Equipos participantes |
| --------------------- | --------------------- | --------------------- | --------------------- |
| Argentina             | Ecuador               | Paraguay              | Venezuela             |

### Medallero
| Evento                | Oro       | Plata     | Bronce   |
| --------------------- | --------- | --------- | -------- |
| Femenino (17 de mayo) | Venezuela | Argentina | Paraguay |